# Ichneumon macroceros
Ichneumon macroceros är en stekelart som beskrevs av Cuvier 1833. Ichneumon macroceros ingår i släktet Ichneumon och familjen brokparasitsteklar. Inga underarter finns listade i Catalogue of Life.